# 投58線
投58線 石牌～北埔，是位於南投縣的一條鄉道，起點位於南投縣鹿谷鄉石牌，終點於南投縣水里鄉北埔，全長7.154公里。

## 路線說明
南投縣
- 鹿谷鄉：瑞田（縣139）0.0凸鼻子（投100）3.0
- 水里鄉：水里（台16）7.154

## 交會公路
- 台16線
- 縣道139號